# Jugoslavistika
Jugoslavistika (srp.: Југославистика; slov.: Jugoslovanske študije; maked.: Југословенски студии; alb.: Studime Jugosllave; njem.: Jugoslawistik; lat.: Iugoslavistica) višeznačna je znanstvena disciplina koja je u svojem povijesnom obliku korištena kao krovni pojam za posebne slavističke studije na području Jugoslavije, dok se danas koristi u užem smislu interdisciplinarnog izučavanja nastanka ideje jugoslavenstva, jugoslavenske države, njezine povijesti, nestanka kao i određenih postjugoslavenskih društvenih fenomena.
Raspad jugoslavenske države početkom devedesetih god. XX. st. doveo je samo postojanje discipline u pitanje. Dok su brojne institucije promijenile nazive, preusmjerile se na zasnivanje zasebnih studija ili su zatvarene. Taj proces stvorio je potrebu za dubinskom redefinicijom discipline u odnosu na blisko srodnu južnoslavistiku (koja uključuje i bugaristiku) i do tada raširenu „serbokroatistiku”. U svom eseju „Fantom jugoslavistike“ iz 1993. godine (njemački: Das Phantom der Jugoslavistik) njemački slavist Reinhard Lauer izjavio je da je cijela disciplina utemeljena na povijesnoj slučajnosti postojanja jugoslavenske države i na „isključivanju bugarskih komponenti i interesa" zaključujući da bi južnoslavistika trebala zauzeti njezino mjesto. Unatoč tomu, srbijanska agresija na Hrvatsku i Rat u Bosni i Hercegovini privukao je značajnu akademsku pozornost s nizom objavljenih knjiga i s brojnim autorima koji ga izučavaju u okviru jugoslavenskih ili postjugoslavenskih studija. Zbog tih je ratova jugoslavistika tijekom 1990-ih bila usko povezana sa sigurnosnim studijima. Danas se ovo područje izučavanja u znatno suženom i preciznije određenoom obliku bavi interdisciplinarnom analizom raznih jugoslavenskih i postjugoslavenskih fenomena, društvenih odnosa i praksi.

## Izori
1. ↑  Ana Petrov; Andrija Filipović. 2017. Introduction: Towards Yugoslav Studies. AM Journal of Art and Media Studies (13): 1–4
2. 1 2  Elena Messner. 2008. Die Frage der Südslawistik/Jugoslawistik/Serbokroatistik nach 1991. Kakanien Revisited. 27 (2): 1–6
3. ↑  Sabrina P. Ramet. 2005. Thinking about Yugoslavia: Scholarly Debates about the Yugoslav Breakup and the Wars in Bosnia and Kosovo. Cambridge University Press. ISBN 978-0-521-85151-0
4. ↑  James Gow. 1993. Yugoslav studies and security studies: The future. Journal of Area Studies. 1 (3): 169–176
5. ↑  Разговори о Југославији: увод у (пост) југословенске студије (19). Muzej Jugoslavije. Pristupljeno 1. svibnja 2022.